# Chiesa di Santa Maria Jus del Castillo
La chiesa di Santa Maria Jus del Castillo, in spagnolo Iglesia de Santa María Jus del Castillo,  è un luogo di culto cattolico nel comune spagnolo di Estella nella comunità autonoma della Navarra sul Camino Francés, uno dei rami del Cammino di Santiago di Compostela. Risale al XII secolo e in Spagna è considerata un Bien de Interés Cultural.

## Storia

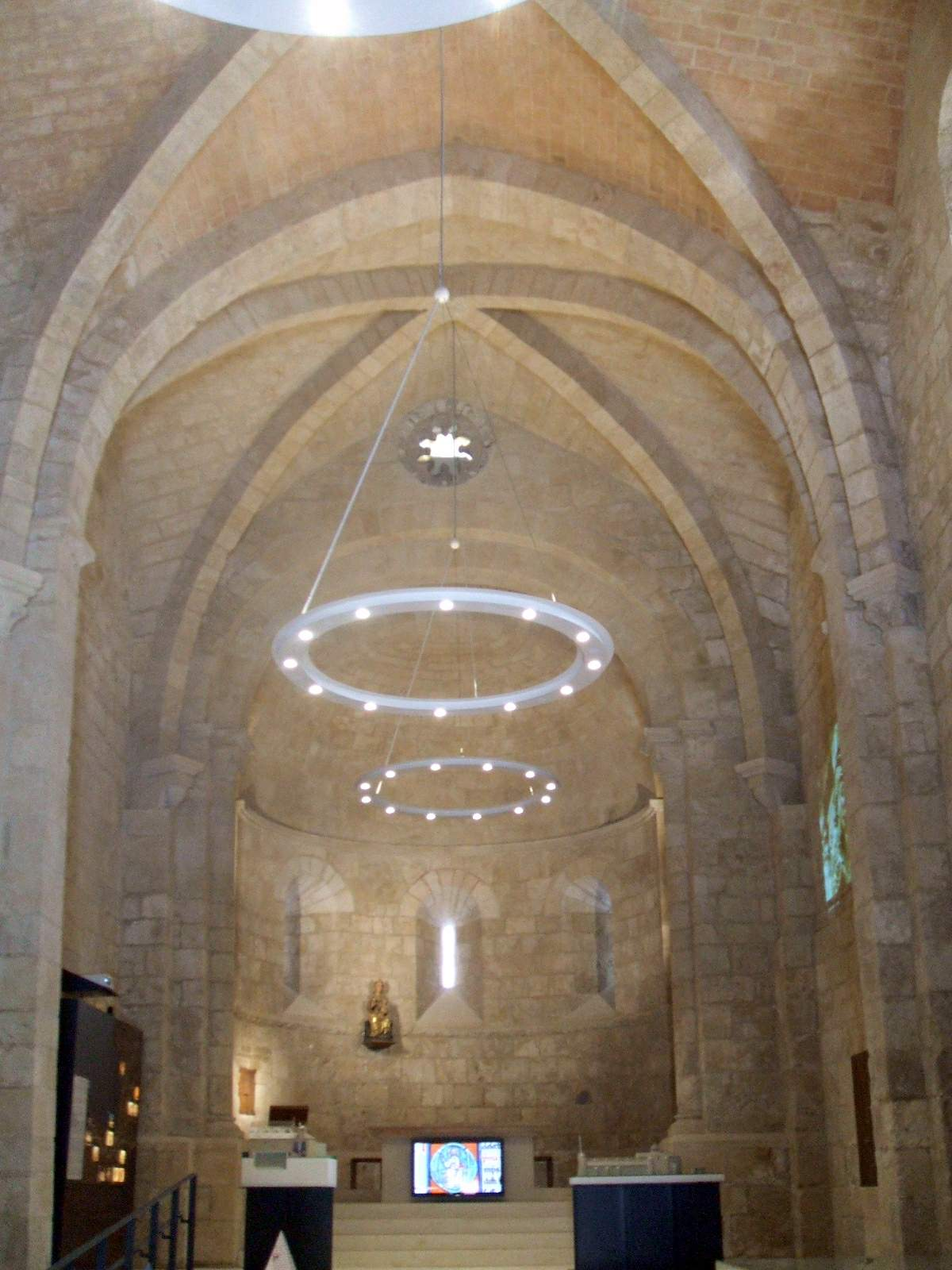
Interno dalla parte absidale

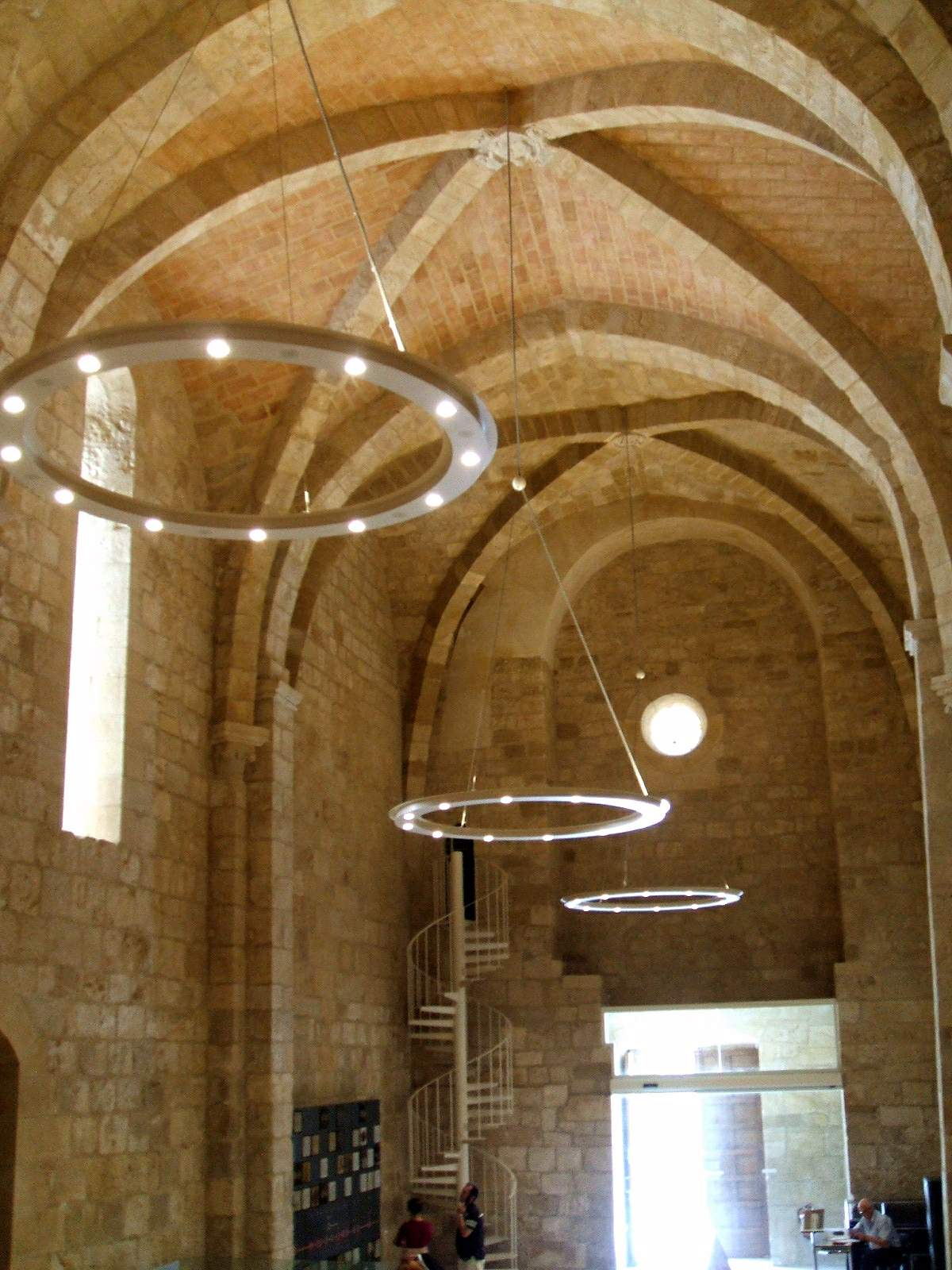
Interno, ingresso e controfacciata

L'antica chiesa venne edificata nel periodo romanico medievale, nel XII secolo. Rimase aperta al culto sino al XVII secolo poi venne sconsacrata e chiusa a lungo. Dopo lavori di restauro nel XX secolo è stata riaperta come centro di informazione e documentazione dell'architettura romanica e come punto di riferimento del Cammino di Santiago.

## Descrizione

### Esterni
La facciata occidentale, che risale al XVIII secolo, è barocca e si presenta a forma quasi quadrata in pietra a vista con portale incorniciato da una coppia di lesene che reggono un architrave sporgente con copertura curvilinea sormontato in asse dal piccolo oculo strombato. La torre campanaria, dello stesso periodo della facciata, si alza direttamente dal corpo dell'edificio in posizione avanzata sulla sinistra e la sua cella si apre con quattro finestre a monofora.

### Interni
La navata interna è unica suddivisa in tre campate. La sua sala viene utilizzata come centro di informazione e museo che illustrano la storia del Regno di Navarra con le vicende della casa reale e dei confini territoriali, la particolare evoluzione dell'abitato di Estella a partire dal periodo medievale con vari reperti di pregio e infine una descrizione del romanico spagnolo e di come il Cammino ha influenzato la cultura locale.